# أبنير

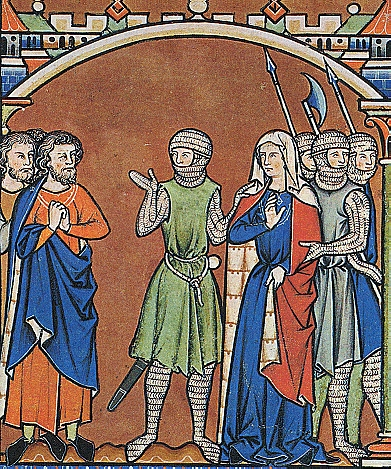
لوحة تمثل أبنير الذي يلبس الأخضر في الصورة.

أبنير (بالعبرية: אֲבִינֵר) هو أحد الشخصيات المذكورة في الكتاب المقدس في العهد القديم ذُكر أنه كان قائد جيش شاول الملك وبعدها أصبح قائد لجيش إبنه ايشبوشث وقد قام هذا القائد بمحاربة داود وحاول اغتياله عدة مرات لكنه فشل، بعد ذلك وأثناء الحرب بين شاول وداؤد حاول يوآب قائد جيش داود وابن شقيقته أن يقوم بقتل أبنير غدراً وبالفعل تمكن من ذلك، إستنكر داود ما قام به يؤآب لكنه نودي ملكاً على مملكة إسرائيل بعد ذلك.